# Lista de personagens principais de Metal Gear
Esta é uma lista de personagens principais que participaram da série Metal Gear em mais de um título canônico. Os jogos canônicos (não incluindo relançamentos e remakes) são Metal Gear e Metal Gear 2: Solid Snake para o MSX2, Metal Gear Solid (MGS) para o PlayStation, Metal Gear Solid 2: Sons of Liberty (MGS2) e Metal Gear Solid 3: Snake Eater (MGS3) para o PlayStation 2, Metal Gear Solid: Portable Ops (MPO) para PSP, Metal Gear Solid: Peace Walker (MPW) para o PSP e Metal Gear Solid 4: Guns of the Patriots (MGS4), Metal Gear Solid V: Ground Zeroes (MGSV:GZ) e Metal Gear Solid V:The Phantom Pain (MGSV:TPP) para o PlayStation 3.

## Codinome "Snake"
Os primeiros jogos da série Metal Gear (Metal Gear e Metal Gear 2: Solid Snake) se focam na rivalidade entre o protagonista Solid Snake e seu comandante que tinha virado inimigo Big Boss. Esta rivalidade serviu como base da história de Les Enfants Terribles, introduzida em Metal Gear Solid, onde é revelado que Solid Snake é o clone/filho de Big Boss, junto com seus dois irmãos: Liquid Snake e Solidus Snake.

### Solid Snake
Solid Snake é o protagonista principal da série e o personagem que o jogador controla em Metal Gear, Metal Gear 2, Metal Gear Solid, Metal Gear Solid 2: Sons Of Liberty, e Metal Gear Solid 4: Guns Of The Patriots. Em Metal Gear Solid 2, ele é somente jogável no prólogo do jogo principal, enquanto que em Snake Eater e Portable Ops são prequelas que se passam antes de seu nascimento. Em Guns of the Patriots, devido ao seu envelhecimento ter avançado anormalmente e ele ter ganho a aparência de um idoso, ele recebe o codinome Old Snake.
Dubladores:: Akio Ohtsuka (versão japonesa) e David Hayter (versão inglesa).

### Big Boss
Big Boss, também conhecido como o maior soldado já vivo, é introduzido como o comandante de Solid Snake em Metal Gear, mas revela ser o líder inimigo de Solid no fim do jogo e enfrenta Snake novamente em Metal Gear 2, aparentemente sendo morto. Em Metal Gear Solid, os seus restos mortais são parte de uma exigência de um grupo terrorista. Ele aparece como o protagonista de Metal Gear Solid 3: Snake Eater e Portable Ops sob a identidade de Naked Snake primeiramente. Ele faz a sua penúltima participação na série em Metal Gear Solid 4: Guns of the Patriots, após os créditos do jogo, em uma cena adicional. É o protagonista dos dois jogos de Metal Gear Solid V (Ground Zeroes e The Phantom Pain), sob o codinome de Punished Snake ou Venom Snake.
Dubladores:
- MGS3 e MPO: Akio Ohtsuka (versão japonesa) e David Hayter (versão inglesa).
- MGS4: Chikao Ohtsuka (versão japonesa) e Richard Doyle (versão inglesa).
- MGSV: Akio Ohtsuka (versão japonesa) e Kiefer Sutherland (versão inglesa).

### Liquid Snake
Liquid Snake é introduzido em Metal Gear Solid como o antagonista principal. Ele é o irmão gêmeo genético de Solid Snake e o segundo dos clones de Big Boss, uma criação do projeto Les Enfants Terribles. Levado e criado no Reino Unido após seu nascimento, Liquid serviu como um operante para a SAS britânica e mais tarde tornou-se o comandante de campo da FOXHOUND (após a saída de Snake e Campbell) antes dos eventos do jogo. Liquid assemelha-se a Snake em termos de aparência facial e física, com as diferenças principais sendo o tom de cor da pele diferente e o cabelo longo loiro, como também uma tatuagem de uma cobra enrolada em uma espada em seu braço esquerdo.
Ele enfrenta Snake numerosas vezes pelos eventos do jogo; em um hind, dentro do Metal Gear REX (após ele ter usado Snake para ativar a habilidade do REX de lançar mísseis), e em cima do REX destruído. Na conclusão do jogo, Liquid consegue encurralar Snake, mas morre de um ataque cardíaco por ter sido exposto ao vírus "FoxDie".
Em Metal Gear Solid 4, ele retorna com o nome de Liquid Ocelot.
Dubladores: Banjo Ginga (versão japonesa) e Cam Clarke (versão inglesa).

### Solidus Snake
Solidus Snake é o líder do grupo terrorista conhecido como "The Sons of Liberty" (Os Filhos da Liberdade) e o terceiro irmão do projeto "Les Enfants Terribles", e foi o presidente eleito dos EUA durante a época de Metal Gear Solid sob o nome de George Sears. Apesar de ser o mais novo dos três "Snakes", Solidus aparenta ser o mais velho por conta de sua avançada degeneração celular. Nos últimos anos, ele ficou muito parecido com o seu "pai", Big Boss. Fato que fora enfatizado quando perdeu a visão de seu olho esquerdo durante seu primeiro confronto com Raiden. Raiden mata Solidus em seu segundo confronto em cima do Federal Hall em Metal Gear Solid 2: Sons of Liberty.
Dubladores: Akio Otsuka (versão japonesa) e John Cygan (versão inglesa).

## Introduzidos emMetal Gear

### Gray Fox
| Dublador da versão japonesa                                         | Dublador da versão inglesa                                            |
| ------------------------------------------------------------------- | --------------------------------------------------------------------- |
| Kaneto Shiozawa (MGS) Takumi Yamazaki (MGS2: BD) Jun Fukuyama (MPO) | Greg Eagles (MGS) Rob Paulsen (MGS: TTS, SSBB, MGS4) Larc Spies (MPO) |

Gray Fox (グレイ・フォックス, Gurei Fokkusu; "Grey Fox" nos jogos para MSX2) aparece pela primeira vez no primeiro Metal Gear como um agente de alta patente da FOXHOUND (sendo o codinome "Fox" a maior condecoração dentro da unidade) que se torna desaparecido após uma missão antes dos eventos do jogo, com a sua última transmissão sendo uma mensagem críptica simplesmente dizendo "Metal Gear". O objetivo inicial de Solid Snake no jogo é resgatar Gray Fox, que revelaria a verdadeira natureza de Metal Gear ao jogador.
Fox retorna em Metal Gear 2, tendo deixado a FOXHOUND e desertado para o lado de Big Boss em Zanzibar. Fox pilota um modelo de Metal Gear, o Metal Gear D, e enfrenta Snake algumas vezes, enquanto que secretamente o ajuda como um informante anônimo. Snake destrói o Metal Gear D e termina sendo desafiado por Fox para uma luta mano-a-mano no meio de um campo minado. O passado de Fox é mostrado neste jogo e a sua identidade civil é revelada em ser Frank Jaeger (フランク・イェーガー, Furanku Iēgā; "Frank Yeager" na versão para MSX2). A sua face na versão para MSX2 foi baseada na do ator Tom Berenger.

### Pettrovich Madnar
Dr. Drago Pettrovich Madnar - o engenheiro responsável pela criação do mecha TX-55 Metal Gear no primeiro Metal Gear, como também dos andróides TX-11 Arnold (Bloody Brad). Dr. Pettrovich é um dos reféns que Snake deve resgatar junto com a sua filha Ellen. Em Metal Gear 2, Dr. Pettrovich cruelmente deserta para Zanzibar e desenvolve o Metal Gear D após ter sido rejeitado pela comunidade científica. Ele entra em contato com Snake no jogo enquanto fingia ser um mero refém, mas o ataca após a verdade ser revelada. De alguma maneira ele sobreviva e é mencionado em Metal Gear Solid 4 como o cientista que salvou a vida de Raiden após ele ter sido transformado em um ciborgue pelos Patriots. Um personagem com o nome de Dr. Pettrovich aparece em Snatcher.
O personagem foi simplesmente chamado de "Dr. Pettrovich" na versão para MSX2 de Metal Gear, com a sua filha sendo referida como "Elen Pettrovich" na versão japonesa do manual do jogo, sugerindo que Petrrovich fosse um sobrenome. Seu nome completo, "Pettrovich Madnar", foi dado na versão para MSX2 de Metal Gear 2, um nome que seria originalmente usado para Snatcher. Nas revisões mais tardias de ambos os jogos, ele é referido pelo nome completo de "Drago Pettrovich Madnar", com a sua filha sendo chamada "Ellen Madnar".

### Schneider
Kyle Schneider - O líder do movimento de resistência em Metal Gear, que ajuda Snake como um contato de rádio. Ele descobre a identidade do líder do Outer Heaven, mas é silenciado antes que pudesse mencionar seu nome. Em Metal Gear Solid Snake 2, Schneider aparece sob o disfarce de "Black Color" ("Black Ninja" em relançamentos), um ninja de alta tecnologia sob serviço em Zanzibar e o primeiro chefe do jogo. Solid Snake o mata durante batalha mas não encontra a sua verdadeira identidade antes que ele entre em colapso.

## Introduzidos emMetal Gear 2

### Roy Campbell
| Dublador da versão japonesa        | Dublador da versão inglesa      |
| ---------------------------------- | ------------------------------- |
| Takeshi Aono Toshio Furukawa (MPO) | Paul Eiding David Agranov (MPO) |

Cel. Roy Campbell (ロイ・キャンベル大佐, Roi Kyanberu Taisa; "Roy Kyanbel" na versão para MSX2 de Metal Gear 2) é introduzido em Metal Gear 2 como o novo comandante da FOXHOUND. Ele participa do jogo como o contato principal de Snake e dá informações sobre os objetivos de sua missão e dicas gerais sobre a jogabilidade ao jogador. A foto de Coronel Campbell na versão para MSX2 de Metal Gear 2 foi baseada na face de Richard Crenna, que é melhor conhecido pelo seu papel como o Coronel Sam Trautman nos filmes da série Rambo.
Em Metal Gear Solid, Campbell sai de sua aposentadoria para comandar Solid Snake mais uma vez. Campbell possui um envolvimento mais pessoal nesta missão, já que a sua sobrinha, Meryl Silverburgh, está sendo mantida como refém pela força revolucionária contra quem Snake luta. Enquanto que Campbell é inicialmente forçado a manter um número de segredos de Snake, ele gradualmente revela cada vez mais deles ao longo do jogo, até que, finalmente, Campbell é brevemente preso. Contudo, ele é exonerado após Solid Snake derrotar Liquid. Ele então revela no final alternativo do jogo que Meryl, na verdade, era a sua filha.
Em Metal Gear Solid 2, um homem que aparenta ser o Coronel Campbell (mas é simplesmente identificado como "Coronel") participa do jogo como o comandante de Raiden, auxiliando-o via Codec. Quando um vírus de computador começa a fazer efeito no Arsenal Gear, contudo, o Coronel começa a agir erraticamente (começando a ter um comportamento o quão estranho a ponto de fazer comentários sem nexo como ""I hear it's amazing when the famous purple stuffed worm in flap-jaw space with a tuning fork does a raw blink in hara-kiri rock. I need scissors, 61" em comunicações com Raiden, além de também repetir algumas falas de personagens da série, quebrando a quarta parede), revelando a sua verdadeira natureza: "o Coronel" não é, de fato, o verdadeiro Roy Campbell, mas uma AI elaborada pelo GW, um supercomputador, que era baseada nas percepções e expectativas de Raiden em seu treinamento VR. O conselho do coronel para "desligar o console" é paralelo à última transmissão de Big Boss no primeiro Metal Gear, onde ele ordena Snake que aborte a sua missão e "desligue o computador MSX".
Apesar de ele não estar envolvido na história principal, Campbell faz um cameo só de voz em Metal Gear Solid 3: Snake Eater durante a tela de fim de jogo, gritando com Snake por causar um paradoxo temporal caso o jogador mate certos personagens secundários (especificamente Sokolov, Ocelot e EVA). Ele também aparece no minigame crossover de Ape Escape em MGS3: "Snake vs. Monkey", como também no minigame correspondente em Ape Escape 3 chamado "Mesal Gear Solid" [sic].
Em Portable Ops, Roy Campbell aparece jovem como um dos companheiros de Naked Snake (Big Boss) no jogo. Quando a história começa, Naked Snake é aprisionado pela unidade FOX na América do Sul com Campbell, um Boina Verde capturado cuja unidade foi aniquilada, na cela próxima a dele. Os dois conseguem escapar e começam a recrutar soldados inimigos e outros aliados para a causa delas. Na primeira versão de Portable Ops, Campbell é o único personagem principal que não pode ser adicionado como um membro do pelotão de Snake: ao invés disso, ele se comunica com o jogador via rádio e dirige o caminhão que transporta os inimigos soldados que foram capturados. Campbell só pode ser adicionado ao pelotão do jogador na expansão Portable Ops Plus.
Em Metal Gear Solid 4, Campbell trabalha para o corpo consultivo do Conselho de Segurança das Nações Unidas que monitora as atividades das PMC. Ele envia Solid Snake em uma missão não-oficial para assassinar Liquid com o objetivo de impedir seus planos. Ele providencia os meios de transporte que Snake usa para completar a sua missão. Ele se casa com a ex-namorada de Raiden, Rosemary, o que resulta num dilema entre ele e Meryl (que já estava ciente que ele era o seu pai) e a que Snake se opõe, afirmando que ele é velho o bastante para ser o pai dela. Contudo, o casamento é um pretexto para enganar os Patriots e proteger o filho de Raiden, John.
Fora da série principal, Campbell reprisa o seu papel como o comandante de Snake no jogo para Game Boy Color, Metal Gear: Ghost Babel, uma história secundária que serve como sequência alternativa para os eventos de Metal Gear. Campbell, junto com Otacon e Mei Ling (e Slippy Toad da série Star Fox), também participa de Super Smash Bros. Brawl como um dos contatos de Snake no jogo.

### Master Miller
McDonnell Benedict Miller, ou Master Miller, é um instrutor de sobrevivência introduzido em Metal Gear 2 como um membro da Fox-Hound e um dos contatos de Snake. Em Metal Gear Solid, Miller é morto antes dos eventos do jogo e Liquid assume sua identidade sob disfarce, enganando Snake. Master Miller foi primeiramente descrito como um homem de aparência asiática com cabelos escuros na versão para MSX2 de Metal Gear 2. Em Metal Gear Solid, o personagem é descrito com cabelos loiros e óculos escuros. Relançamentos de Metal Gear 2 para celulares, em 2004, o trouxeram com este design.

## Introduzidos emMetal Gear Solid

### Hal Emmerich
| Dublador da versão japonesa | Dublador da versão inglesa |
| --------------------------- | -------------------------- |
| Hideyuki Tanaka             | Christopher Randolph       |

Dr. Hal Emmerich (ハル・エメリッヒ博士, Haru Emerihhi Hakase), apelidado de Otacon (オタコン, Otakon) devido ao seu fascínio por animes, primeiramente aparece em Metal Gear Solid como um funcionário da ArmsTech que projetou o Metal Gear REX. Após ser resgatado por Snake de Gray Fox, ele começa a auxiliá-lo após tomar conhecimento que o REX estava seria usado por terroristas para lançar bombas atômicas. A sua assistência é vital para o sucesso de Snake, mas a um custo: ele é forçado a assistir Snake executar Sniper Wolf , a mulher por quem ele era apaixonado. Kojima afirma que criou Otacon para ser a sua maneira de glorificar o estereótipo de otaku, com um personagem que luta contra os terroristas mais com o seu intelecto do que com a força. De acordo com Kojima, a primeira ideia de como seria o personagem Otacon era fazê-lo "mais pesado, usando um boné e programando enquanto que comia barras de chocolate". Contudo, o design que Shinkawa criou para o personagem foi um pouco mais magro.
Em Metal Gear Solid 2, Otacon e Solid Snake criam a Philanthropy, uma organização anti-nuclear dedicada à erradicação de todos os Metal Gears. Durante o capítulo Tanker do jogo, Otacon novamente auxilia Snake via Codec e é encarregado de salvar o progresso do jogador. Ele mais tarde aparece no capítulo Plant, tendo infiltrado na instalação Big Shell com Snake para salvar a sua meia-irmã, Emma, que estava entre os reféns. Tragicamente, Emma é fatalmente ferida por Vamp e mais tarde falece nos braços de Otacon. Ele mais tarde transporta os reféns em segurança e então dá suporte a Raiden (via Codec) pelo resto do jogo. Shinkawa em uma entrevista disse que, neste jogo, Otacon foi modificado para ser mais "forte" do que ele foi em Metal Gear Solid.
Apesar de Otacon não aparecer em Metal Gear Solid 3 (já que o jogo se passava na década de 60), o seu avô (que fez parte do Projeto Manhattam) é mencionado em uma conversa entre Naked Snake e Sigint (apesar de Sigint não conseguir lembrar de seu nome) e também aparece em uma fotografia junto com Aleksandr Leonovitch Granin.
Otacon aparece em Metal Gear Solid 4, novamente auxiliando Snake. Ele e Sunny (filha de Olga Gurlukovich) constroem um pequeno robô para Snake chamado Metal Gear Mk. II, que Otacon controla remoticamente. Ele se envolve com Naomi Hunter ao longo do jogo, apesar de perdê-la devido a circunstâncias fora de seu controle, o que o força a novamente presenciar a morte de alguém com quem se importava. Na conclusão de MGS4, Otacon diz a Snake que ele e Sunny devem viver com Snake pelo resto de suas vidas, para servir como testemunhas de sua existência.
Otacon também é visto com a equipe de Solid Snake em Super Smash Bros Brawl.

### Revolver Ocelot
Revolver Ocelot aparece em Metal Gear Solid como um membro da Fox-Hound, secretamente trabalhando como um espião para Solidus Snake, o presidente dos EUA na época do jogo. Ele se torna o antagonista principal nos jogos subsequentes, aparecendo em Metal Gear Solid 2 como um agente dos Patriots e que é possuído por Liquid Snake após um transplante de braço. Ele também aparece em Metal Gear Solid 3: Snake Eater e Portable Ops quando jovem, possuindo o codinome Ocelot (ou Major Ocelot). Ele é filho de The Boss com The Sorrow, dois soldados importantíssimos para seus respectívos países (EUA e União Soviética).

### Meryl Silverburgh
| Dublador da versão japonesa | Dublador da versão inglesa |
| --------------------------- | -------------------------- |
| Kyoko Terase                | Debi Mae West              |

Meryl Silverburgh (メリル・シルバーバーグ, Meriru Shirubābāgu) é introduzida como a sobrinha do comandante de Solid Snake, Roy Campbell, em Metal Gear Solid, onde ela serve como a coadjuvante novata de Snake. Antes dos eventos do jogo, ela é levada a Shadow Moses para um exercício de campo, mas recusa a se juntar à rebelião liderada por Liquid Snake e é aprisionada. O guarda de sua prisão abre a porta errada por engano e acidentalmente a libera. Ela consegue dominá-lo e rouba sua farda e armamentos. Ela entra em contato com Snake via Codec e se encontra com ele mais tarde. Snake a resgata do controle mental de Psycho Mantis, mas ela é mais tarde baleada e capturada por Sniper Wolf . O fim do jogo é decidido de acordo com a decisão do jogador de se dar por vencido na tortura de Revolver Ocelot, onde não se dar por vencido resulta nela conseguir fugir com Snake, ou então Otacon o fazendo quando desistindo na tortura, o que resulta na morte de Meryl.o final cronologico é ela não morrendo e junto a otacon e snake fugir. Antes da fuga, é revelado por Campbell que ela não era a sua sobrinha, mas a sua filha.

### Naomi Hunter
| Dublador da versão japonesa | Dublador da versão inglesa |
| --------------------------- | -------------------------- |
| Hiromi Tsuru                | Jennifer Hale              |

Dr. Naomi Hunter (ナオミ・ハンター博士, Naomi Hantā Hakase) é a chefe da equipe médica da Fox-Hound, e faz parte do time de suporte de Solid Snake em Metal Gear Solid, dando informações sobre os membros desertores da Fox-Hound que Snake enfrenta. Formada como uma geneticista, ela se especializou em terapia de genes baseada em nanotecnologia. Revelada como a irmã adotiva de Gray Fox, Naomi almeja vingança contra Snake por ele ter quase matado seu irmão, apesar de ela perceber que algumas de suas primeiras impressões sobre ele estavam erradas. Quando decidiu injetar em Snake o vírus FOXDIE, ela ilegalmente o modificou para que o vírus matasse não só ele mas todos os membros da Fox-Hound presente. Contudo, Naomi escolhe definir um momento para o FOXDIE atuar, deixando Snake vulnerável em algum momento futuro.

### Mei Ling
| Dublador da versão japonesa | Dublador da versão inglesa |
| --------------------------- | -------------------------- |
| Houko Kuwashima             | Kim Mai Guest              |

Mei Ling (美玲(メイ・リン), Mei Rin; Měi Líng em Pinyin) é uma analista de dados encarregada de salvar o progresso do jogador em Metal Gear Solid. Ela é a inventora do rádio sem fio de Snake, o Codec e o Radar Soliton, este último detecta as posições e campos-de-visão dos inimigos que estão por perto. Toda vez que Snake salva os seus dados, Mei Ling lhe dá conselhos através de provérbios chineses, como também citações de escritores ocidentais. Na versão japonesa do jogo, Mei Ling só cita provérbios chineses: ela citava o provérbio original em chinês e então explicava o seu significado em japonês. De acordo com Kojima, isto iria fazer com que alguns dos provérbios ficassem redundantes após traduzir para o inglês, já que ela diria a mesma coisa duas vezes. As citações ocidentais foram adicionadas por sugestão de Jeremy Blaustein (o tradutor do jogo). O seu físico foi baseado na atriz Shinobu Nakayama.
Em Metal Gear Solid 2, Mei Ling faz parte da Philanthropy (uma organização anti-Metal Gear) mas ajuda Snake e Otacon separadamente, tentando obter equipamentos da SSCEN. Ela tem uma fala de participação cameo como easter egg durante o capítulo Tanker, após o jogador salvar o seu progresso 13 vezes nesta parte do jogo.
Mei Ling já fez algumas participações fora dos jogos da série Metal Gear. Ela é a personagem central na versão de drama de rádio de Metal Gear Solid (que se passa após os eventos do jogo original) e aparece na versão para Game Boy Color de Metal Gear Solid (uma história secundária que não possui relação com a série principal). Mei Ling também faz parte do time de suporte de Snake em Super Smash Bros. Brawl. Ela é aparentemente fã da série Pokémon, em particular do personagem Pikachu.

### Johnny
| Dublador da versão japonesa                         | Dublador da versão inglesa                                       |
| --------------------------------------------------- | ---------------------------------------------------------------- |
| Naoki Imamura (MGS, MGS2, MGS3) Jun Fukuyama (MGS4) | Dean Scofield (MGS, MGS2) Michael Gough (MGS3) Beng Spies (MGS4) |

Johnny Sasaki (ジョニー佐々木, Jonī Sasaki; somente "Johnny" em MGS4) é um personagem de caráter de cômico que primeiramente aparece como um guarda inimigo em Metal Gear Solid, cuja farda e armamento são roubados por Meryl, e mais tarde aparece sofrendo de gripe e diarreia. O personagem foi nomeado pelo modelo físico de seu personagem, Hideki Sasaki. De acordo com os comentários dos desenvolvedores em Metal Gear Solid: Integral, Hideki era conhecido por seu comportamento preguiçoso e o personagem foi incluído no jogo como uma piada interna. Seu nome nunca é mencionado por outros personagens no jogo e simplesmente aparece durante os créditos finais.
Ele retorna de maneira discreta, só com sua voz, em Metal Gear Solid 2.
Em Metal Gear Solid 3, o avô de Johnny, que também se chama Johnny (ele explica que todos os primogênitos de sua família possuem esse nome), aparece como um sentinela que se torna amigo de Naked Snake após ele ter sido capturado por Volgin. Ele usa uma máscara com a letra J na testa. O mesmo personagem aparece em MGS: Portable Ops como um personagem recrutável.

## Introduzidos emMetal Gear Solid 2

### Raiden
Raiden (também conhecido como Jack) foi o protagonista "surpresa" de Metal Gear Solid 2, que substituiu Solid Snake. Em MGS2, é revelado que ele era um soldado infantil na Guerra Civil da Libéria, e que Solidus Snake é tecnicamente seu pai adotivo. Raiden tinha um relacionamento com Rose, que fez parte de sua equipe de suporte no jogo. No fim do jogo, Rose revela que o seu envolvimento com Raiden era parte de uma missão que lhe foi dada pelos Patriots. Rose também fala que está grávida de Raiden. Raiden retorna em Metal Gear Solid 4: Guns of the Patriots como um ciborgue (parecido com Gray Fox), que auxilia Old Snake e mais tarde mata Vamp.

### Vamp
| Dublador da versão japonesa                   | Dublador da versão inglesa |
| --------------------------------------------- | -------------------------- |
| Ryotaro Okiayu (MGS2) Shinya Tsukamoto (MGS4) | Phil LaMarr                |

Vamp (ヴァンプ, Vanpu) primeiramente aparece em Metal Gear Solid 2, como um membro da unidade Dead Cell, e que também faz parte do grupo terrorista "Sons of Liberty". Ele é perito em combate com facas, e foi presenteado com numerosas habilidades e atributos de vampiro, como hematofagia, superforça, supervelocidade e agilidade, e habilidade de andar sobre a água e paredes verticais, além de uma aparente imortalidade (sendo capaz de simplesmente se curar do que seria uma ferida tipicamente fatal, como uma tiro na cabeça). É discretamente sugerido que Snake e Vamp tenham se conhecido antes dos eventos do incidente de Big Shell (em MGS2). Vamp enfrenta Raiden numerosas vezes, antes de ser, aparentemente, morto ao ser baleado após ter ferido a meia-irmã de Otacon, Emma. Apesar de sua aparente morte, ele consegue sobreviver e aparece na multidão formada nas ruas de Manhattan após o Arsenal Gear ter batido no Federal Hall. Vamp foi originalmente objetivado como uma mulher, mas quando a personagem Fortune foi introduzida, o seu design foi modificado para o de um homem, apesar do cabelo longo ter permanecido. O seu nome possui dois significados: uma abreviação da palavra em inglês "vampire" e uma referência a sua orientação bissexual. A aparência de Vamp foi baseada no dançarino espanhol Joaquín Cortés.
Em Metal Gear Solid 4, Vamp aparece como um membro do exército particular de Liquid Ocelot e como o rival de Raiden. É revelado que a sua "imortalidade" é causada por nanomáquinas que curam todas as suas feridas em uma velocidade extraordinária. Usando uma seringa criada por Naomi Hunter para desestabilizar a funcionalidade das nanos, Snake consegue desativá-los, permitindo a Raiden ferí-lo mortalmente, então naomi decide dar o desestabilizador ao otacon mas vamp caído pergunta a naomi se com aquilo ele poderia morrer e quando ela confirma isso ele toma a seringa para si e acaba tirando a própria vida.

### Rosemary
| Dublador da versão japonesa | Dublador da versão inglesa |
| --------------------------- | -------------------------- |
| Kikuko Inoue                | Lara Cody                  |

Rosemary (ローズマリー, Rōzumarī; ou Rose) é a namorada de Raiden. Ela é uma analista de dados do exército e salva o progresso do jogador através do Codec. Rose também ajuda Raiden com informações sobre o Big Shell e de outros personagens que ele vai conhecendo. Raiden e Rose passam na maior parte de suas conversas discutindo sobre a relação deles. Ao fim do jogo, ela revela ser uma espiã para os Patriots, explicando que ela foi retirada da missão e substituída por uma I.A. que subestimava abertamente Raiden. Na mesma conversa, ela conta para Raiden de sua gravidez, porém os Patriots cortam as comunicações. Após a batalha final, Raiden se encontra com a verdadeira Rose na frente do Federal Hall. Por algum tempo após o incidente em Big Shell, Rose e Raiden viviam juntos como um casal. No entanto, seu relacionamento começou a deteriorar quando Raiden se tornou assombrado por suas memórias de infância da guerra civil liberiana, e passou a chegar bêbado em casa afim de amenizar as lembranças. Rose começou a sentir medo de ações de Raiden, apesar do esforço do verdadeiro Roy Campbell para salvar o casal um do outro. Rosemary deu à luz um menino saudável chamado John, mas ela e Campbell mentiram para Raiden que o bebê foi abortado. Raiden acaba entrando em depressão e se isola de Rose recuando para o Alasca, pensando que ele não seria capaz de levar uma vida normal. Campbell então organiza um casamento com Rosemary para proteger ela e o bebê dos Patriots e a convence a se tornar conselheira psicológica do exército. Fato que se observa em Metal Gear Solid 4, quando Rosemary participa como uma conselheira, oferecendo a Snake dicas em como lidar com o stress. Em um dos finais do jogo, é revelado que o casamento de Roy e Rosemary era uma farsa, e que a mentira por trás do suposto aborto que Rose sofreu era para proteger Raiden. Após o incidente, Rosemary e Raiden finalmente se reconciliam, e começar seu relacionamento novamente, dessa vez ao lado do filho.

## Introduzidos emMetal Gear Solid 3

### EVA
| Dublador da versão japonesa                   | Dublador da versão inglesa                                        |
| --------------------------------------------- | ----------------------------------------------------------------- |
| Misa Watanabe (MGS3, MPO) Mari Natsuki (MGS4) | Suzetta Miñet (MGS3) Vanessa Marshall (MPO) Lee Meriwether (MGS4) |

EVA primeiramente aparece em Metal Gear Solid 3 como uma espiã a serviço da República Popular da China, enviada para recuperar o Philosopher's Legacy. Ela usa o seu charme e beleza para ganhar a confiança de Snake e de seus inimigos. Durante os eventos de Snake Eater, ela se infiltra na base do Coronel Volgin através do disfarce de amante de N.S. Sokolov chamada Tatyana, e auxilia Naked Snake através do disfarce de uma espiã da KGB. Após a missão ser completada, EVA falha em seguir a ordem de assassinar Snake devido à uma promessa que fez a The Boss, e foge com o que ela acreditava ser o Philosopher's Legacy (mais tarde descobre-se ser uma cópia falsa). O epílogo que aparece após os créditos mostra que ela desaparece em Hanoi, (Vietnam), em 1968. A presença de EVA em MGS3 tem sido comparada com as das Bond girls nos filmes de 007. EVA reaparece em Portable Ops como uma personagem recrutável ao completar uma série de missões opcionais não-canônicas.
Em Metal Gear Solid 4, que é ambientado 50 anos após os eventos de MGS3, EVA aparece sob a identidade de Big Mama, a líder de um movimento de resistência contra os Patriots. É revelado que ela perdeu seu emprego como espiã da agência de inteligência PLA após o microfilme que ela levou ser uma cópia falsa. Ela foi expulsa da China e passou anos fugindo. Ela se encontrou novamente com Big Boss em 1971 quando foi resgatada em Hanoi, e ele a convidou para fazer parte dos Patriots. Ela, mais tarde, se tornou a mãe de aluguel que deu luz a Solidus Snake, Solid Snake e Liquid Snake. Ela auxilia Solid Snake em MGS4, finalmente morrendo ao entrar em contato com o vírus FOXDIE que Snake carregava em seu corpo. EVA é envolvida em um enredo elaborado com Ocelot que envolve manipulação de memória, uso de drogas psicológicas e nanomáquinas.

### Major Zero
| Dublador da versão japonesa | Dublador da versão inglesa |
| --------------------------- | -------------------------- |
| Banjō Ginga                 | Jim Piddock                |

Major Zero, também conhecido como Major Tom, é introduzido em Metal Gear Solid 3 como o comandante da Unidade FOX, que se comunica com Naked Snake via rádio. Em Portable Ops, ele é supostamente preso pelo Pentágono após ter sido acusado de liderar a rebelião da FOX, acaba sendo exonerado ao final do jogo. Em Metal Gear Solid 4, é revelado que ele foi um dos fundadores dos Patriots, junto com o Big Boss. Contudo, uma briga entre os dois fez Zero elaborar a morte de Big Boss através do uso de seu filho/clone, Solid Snake. Zero aparece no fim de MGS4 em um estado vegetativo persistente de 105 anos e numa cadeira-de-rodas. Ele morre na última cena do jogo após Big Boss cortar seu suprimento de oxigênio.

### N.S. Sokolov
| Dublador da versão japonesa | Dublador da versão inglesa |
| --------------------------- | -------------------------- |
| Naoki Tatsuta               | Brian Cummings             |

Dr. Nicholai Stephanovich Sokolov é o cientista armamentista que desenvolveu o Shagohod em Metal Gear Solid 3. Ele é capturado por Volgin, que o forçou a completar o projeto. Ele aparentemente morre após ser torturado por tentar escapar. Porém, Sokolov aparece em Portable Ops como o informante Ghost (fantasma, em português), revelando que sobreviveu à tortura de Volgin e fugiu para os EUA com a ajuda do novo comandante da FOX, Gene. Ele constrói o primeiro modelo de Metal Gear, o ICBMG, um modelo quadrúpede.

## Grupos e organizações

### FOXHOUND
High-Tech Special Forces Unit FOXHOUND (ハイテク特殊部隊フォックスハウンド, Haiteku  Tokushu Butai Fokkusuhaundo; também escrito como FOX-HOUND) é uma unidade de forças especiais que apareceu em numerosas formas pela série Metal Gear. A Fox-Hound foi formada durante a década de 90, de acordo com o primeiro Metal Gear (mais tarde revisado para 1971 em Metal Gear Solid 3) para enfrentar complicações regionais e atividades terroristas. Esta unidade se especializa em operações negras, encarregando-se de operações secretas dentro de zonas de combate "não-autorizadas" que são muito sensíveis à políticas de intervenções convencionais. No primeiro Metal Gear, a Fox-Hound é liderada por Big Boss (agindo como o comandante), com Solid Snake e Gray Fox servindo como operantes de campo, apesar de Big Boss trair a unidade no fim do jogo. Roy Campbell se torna o novo comandante em Metal Gear 2, com ele, Master Miller e George Kasler fazendo parte do time de suporte de Snake no jogo.
Em Metal Gear Solid, Snake e Campbell se aposentaram e a unidade se torna um grupo terrorista sob a liderança de Liquid Snake, com mais cinco outros membros. Apesar de a unidade estar dissolvida na época de Metal Gear Solid 2, Raiden é levado a acreditar que ele estava servindo uma recém-refundada Fox-Hound sob o comando do "Coronel" (uma representação via IA do coronel Campbell controlada pelos Patriots).
A Unidade FOX, a precursora da Fox-Hound liderada por Major Zero, é introduzida em Metal Gear Solid 3 como a unidade de forças especiais a que Naked Snake (Big Boss) pertenceu até formar a Fox-Hound. A Unidade FOX se torna renegada em Portable Ops sob a liderança de Gene, o que faz Naked Snake e seu novo parceiro Roy Campbell formarem o seu próprio time de especialistas, que eventualmente fundou da Fox-Hound.
Em Metal Gear Solid 4, a esquadra de Meryl, "Rat Patrol Team 01", possuem o logo da Fox-Hound como um emblema do time. O emblema é usado puramente por nostalgia já que tal esquadrão não possui nenhuma conexão oficial com a unidade.
Fora da canonância de Metal Gear, a Fox-Hound é mencionada em Snatcher como uma unidade militar a que o chefe da JUNKER, Benson Cunningham, serviu; e em Policenauts como a ex-unidade de Meryl (o personagem sendo base para Meryl em Metal Gear Solid tem uma tatuagem falsa do logo do primeiro time).

### The Patriots
The Patriots (愛国者達, Aikokusha-tachi) (também conhecido como The Philosophers (賢者達, Kenja-tachi)) é um grupo secreto de 12 membros, que controla tudo o que acontece nos EUA e visa o controle mundial. The Patriots foi criado pelo Major Zero, usando o dinheiro do Philosophers' Legacy, com o intuito de criar um mundo unificado, regido por leis. Seus primeiros membros foram Zero, Para-Medic, Sigint, Ocelot, Big Boss e EVA. Com o passar do tempo, Zero e Big Boss começam a se desentender, e após a conclusão do projeto "Les Enfants Terribles", Big Boss decide abandonar os Patriots e começa a planejar a queda de Zero. Desiludido com o mundo após a traição de seu melhor amigo, Zero perde a vontade de pôr o grupo nas mãos de futuras gerações e constrói as IAs para manter o controle após as mortes dos outros integrantes. São citados pela primeira vez em Metal Gear Solid 2 durante uma conversa entre Raiden e o presidente do EUA, James Johnson. "São eles" quem escolhem quem será o próximo presidente, o que este presidente fará, e quais (e como) as informações aparecerão na mídia. Este grupo é responsável por tudo que acontece em MGS2, sendo eles que arquitetam todos os acontecimentos no Big Shell, como parte de um projeto chamado "S3". Ao final do jogo, Solid Snake consegue um disco que contém o nome de todos os membros do grupo, mas, em uma conversa telefônica com Otacon depois dos créditos, é revelado que todos os membros estão mortos. Acredita-se que seu líder seja a Inteligência Artificial que conversa com Raiden durante todos os eventos de MGS2.